# (147595) Gojkomitić
(147595) Gojkomitić ist ein Asteroid des mittleren Hauptgürtels, der von den deutschen Amateurastronomen André Knöfel und Gerhard Lehmann am 14. April 2004 an der sächsischen Volkssternwarte Drebach (IAU-Code 113) entdeckt wurde.
Der Asteroid wurde am 27. Januar 2013 nach dem Schauspieler und Stuntman Gojko Mitić (* 1940) benannt, der in Ost- und Westdeutschland als Indianerdarsteller populär wurde.